# Catherine Rimbert
Pour les articles homonymes, voir Rimbert (homonymie).
Catherine Rimbert, née le 13 septembre 1968 à Avignon, est une femme politique française, élue députée à l'Assemblée nationale en juillet 2024 dans la cinquième circonscription de Vaucluse. Elle est membre du Rassemblement national.

## Biographie
Catherine Rimbert naît le 13 septembre 1968 à Avignon, elle est issue d’une famille d’agriculteurs.
Elle est élue députée lors des élections législatives de juillet 2024 avec 55,39 % des voix dans la 5e circonscription du Vaucluse où elle est opposée au second tour à Cécile Celce candidate du Nouveau Front populaire (44,61 % des voix),,.

## Détail des fonctions et mandats
- Depuis le 8 juillet 2024 : députée de la 5e circonscription du Vaucluse
- Depuis le 27 juin 2021 : Conseillère régionale Provence-Alpes-Côte-d'azur
- Depuis le 28 juin 2020 : Conseillère municipale de Carpentras